# Elatostema lushuiheense
Elatostema lushuiheense är en nässelväxtart som beskrevs av Wen Tsai Wang. Elatostema lushuiheense ingår i släktet Elatostema och familjen nässelväxter. Inga underarter finns listade i Catalogue of Life.